# Apklan Resovia Rzeszów
El Resovia Rzeszów, llamado Apklan Resovia Rzeszów por razones de patrocinio, y conocido simplemente como Resovia, es un equipo de fútbol de Polonia que juega en la II Liga de Polonia, la tercera división nacional.

## Historia
Fue fundado en el año 1905 en la ciudad de Rzeszów durante el periodo de Galitzia por un grupo de estudiantes como la sección de fútbol del Resovia Rzeszów y es uno de los equipos de fútbol más viejos de Polonia. Durante la Primera Guerra Mundial la mayor parte de Galitzia fue tomada por el Imperio ruso, por lo que las actividades del club fueron suspendidas hasta 1919 y su sede fue inaugurada un año después.
Durante los años 1920 otras secciones fueron creadas como Tenis, Atletismo y ciclismo y en 1932 crearon la sección de voleibol; y más tarde las de boxeo, tenis de mesa y baloncesto. El 12 de febrero de 1933 el club de fútbol se fusiona con el 17° Regimiento de la Infantería ubicado en Rzeszów y pasó a llamarse Wojskowo-Cywilne Towarzystwo Sportowe Resovia.
En los años 1930 fue uno de los equipos más fuertes de la Liga Regional del Lwow, logrando el título en 1937 y con ello la clasificación a la Ekstraklasa donde finalizaron en segundo lugar. La cooperación con los militares terminó en 1938 y posteriormente fueron apoyados por la compañía manufacturera H. Cegielski – Poznań y pasó a llamarse  Sports Club H. Cegielski Poznań Resovia.

## Nombres anteriores
- 1909–1933: Cywilno Wojskowy Klub Sportowy Resovia
- 1933: Fusión con el KS Wisłok Rzeszów para crear al Ogniwo Rzeszów
- 1956–1967: CWKS Resovia
- 1967: Fusion KS Bieszczady Rzeszów
- 2003–2004: Resovia Cenowa Bomba Resgraph
- 2004–2018: CWKS Resovia Rzeszów
- 2018-hoy: "Apklan" Resovia Rzeszów